# 허솔모
허솔모(許率母, ?~?)는 달솔을 지냈던 백제의 유민이다. 백제의 멸망 이후에는 왜로 망명해 왜에서 생을 보냈다.

## 참고 자료
- 『日本書紀』（五）（岩波文庫、1995年）
- 『日本書紀』全現代語訳(下)（講談社学術文庫、宇治谷孟：訳、1988年）
- 『懐風藻』、全訳注（江口孝夫、講談社学術文庫、2000年）